# Augustforeningen
Augustforeningen stiftedes i København 23. august 1864 efter indbydelse fra mænd, der væsentlig tilhørte det konservative helstatsparti. Foreningen søgte at benytte den stemning, som den ulykkelige krig havde vakt i større kredse, og trådte i skarp modsætning til det nationalliberale parti og dettes organisation, Martsforeningen.
Den opstillede følgende 4 programpunkter:
1. at styrke og befæste båndet mellem kongen og folket og indskærpe kongedømmets betydning,
2. at støtte enhver bestræbelse for at bevare og grundfæste en fri og selvstændig statstilværelse og virke til, at den politiske udvikling går i en mådeholden og frisindet retning,
3. at udbrede uhildede begreber om landets indre og ydre forhold og den nødvendige vekselvirkning mellem disse og
4. at modarbejde forsøg på igennem pressen at lade partianskuelser fremtræde som udtryk for folkets vilje.

Tendensen var royalistisk-konservativ, og foreningen søgte samtidig at styrke den forhåndenværende reaktion mod den formentlig alt for ensidig nationale retning, der hidtil havde gjort sig gældende i dansk politik. Den nåede et medlemstal af ca. 2000 og fik sit organ i Dansk Rigstidende, men dens bestræbelser slog ikke igennem, og 30. marts 1869 opløste den sig.